# Cleonymus unfasciatipennis
Cleonymus unfasciatipennis är en stekelart som först beskrevs av Girault 1915.  Cleonymus unfasciatipennis ingår i släktet Cleonymus och familjen puppglanssteklar. Inga underarter finns listade i Catalogue of Life.